# Богоявленский монастырь (Углич)
Богоявленский монастырь — женский монастырь Переславской епархии Русской православной церкви, расположенный в историческом центре города Углича по адресу: ул. Студенческий городок, 12.

## История
Девичий монастырь основан в конце XIV века княгиней Евдокией, женой Дмитрия Донского (по другим данным — царицей Марией Федоровной во время пребывания в Угличе с сыном в 1584—1590 годах). Первоначально он располагался в Угличском кремле, в северо-западной части, у собора Преображения Господня. В 1609 году монастырь был сожжен поляками, однако в 1620-29 годах отстроен заново при участии матери царя Михаила Федоровича Романова инокини Марфы. В 1661 году, при проведении работ по возведению новых укреплений кремля, ввиду тесноты помещений монастырь был переведен на новое место, вблизи земляного рва на Ростовской дороге, на землю митрополита Ростовского.
После утверждения духовных штатов монастырь был отнесен к третьему классу. В состав братии входили — игуменья, казначей, 15 сестер. На содержание монастыря отпускалось из казны 339 рублей. До проведения реформы к монастырю было приписано 255 крестьян.
Монастырь сначала был деревянным, в конце XVII — начале XVIII веков построена каменная Богоявленская (позднее Смоленская) церковь. Особенно масштабное строительство велось в начале XIX века, когда были построены сестринские корпуса, Феодоровская церковь, каменная ограда и в 1853 году завершилось строительство огромного Богоявленского собора.
В 1846 году московский помещик Г. П. Головин пожертвовал обители мощевик с частицей мощей святителя Иоанна Милостивого. В 1886 и 1887 годах от афонского иеромонаха Иосифа монастырь получил в дар два ковчега с частицами мощей. Еще один ковчег, принадлежавший строителю Ростовского Белогостицкого монастыря иеромонаху Димитрию, передал в 1881 году епископ Ярославский и Ростовский Ионафан с обязательством поминовения. Среди ктиторов монастыря также был Иннокентий Сибиряков, на средства которого были отремонтированы монастырские постройки, а в 1895—1898 годах возведена церковь в честь святителя Иннокентия Иркутского при подворье монастыря в селе Петровском. Кроме этого, графиней Анной Алексеевной Орловой-Чесменской был сделан вклад 5000 рублей.
Монастырь действовал до 1930 года. После его закрытия помещения стали использоваться в качестве складов.
В 2000 г. монастырь возвращен РПЦ. С 2010 г. он возобновил свою жизнь для паломников. Самая почитаемая икона монастыря — список Федоровской иконы Божьей Матери.

## Монастырские церкви
Смоленская церковь
Постройка пятиглавой церкви начата в 1689 году по решению митрополита Ионы (Сысоевич). В 1700 году закончена вместе с трапезной и колокольней. Изначально, церковь имела кроме главного престола во имя Богоявления Господня, имела еще три придела, которые в 1846 году были упразднены и подклетные помещения заняты больницей. В 1854 году храм был переосвящен во имя Смоленской иконы Божией Матери, в связи со строительством Богоявленского собора.
Церковь имеет небольшие размеры. С северной и западной стороны к церкви пристроены придел, трапезная и галерея. На своде, перекрывающем церковь находятся пять глав. Шатровая колокольня не сохранилась, но в последующем была восстановлена. На южном фасаде храма сохранились наличники. Три арки подклетного этажа лишены украшений. Выше над междуэтажным поясом аркада второго этажа и декоративный карниз с фронтоном.
В 1972—1975 проводилась реставрация. Была разобрана юго-западная пристройка, восстановлены наличники и поливная зелёная черепица.
Феодоровская церковь
Храм посвящён Федоровской иконе Божией Матери, подаренной монастырю инокиней Марфой, матерью царя Михаила Федоровича. Заложен 21 мая (2 июня) 1805 года. Строительство храма завершилось в 1818 г. В 1822—1824 гг. храм был расписан Епифаном Медведевым. В 1862 г. новые росписи выполнил ярославский художник Егор Дьяконов, фрески сохранились. План церкви необычен — центральный объём со всех четырёх сторон окружен полукруглыми пристройками. Колонны портиков не удачны по пропорциям и рисунку. Храм отреставрирован в 1970—1980 годах под руководством архитектора С. Е. Новикова.
Богоявленский собор
Большой четырёхстолпный пятиглавый трёхапсидный храм в русско-византийском стиле. Построен по проекту арх. К. А. Тона в 1843—1853 годах. Собор возведен при участии насельниц монастыря на собранные ими пожертвования. Строительство обошлось в 60 000 рублей серебром. Храм поднят на подклет. Имеет массивный основной объём с большими арочными и щелевидными окнами, высокие алтарные апсиды, в которых находились основной престол и два придела: один — Толгской Божией Матери, второй — Николая Чудотворца и Иоанна Милостивого. Под северной апсидой в подклете располагалась часовня Иконы Божией Матери «Недремлющее око» с почитаемым образом. С западной стороны к храму примыкает паперть, в верхнем этаже которой размещалась монастырская ризница. Завершающие барабаны глухие, не связанные с внутренним пространством. Богоявленский собор является наиболее внушительным и крупным храмовым сооружением Углича.

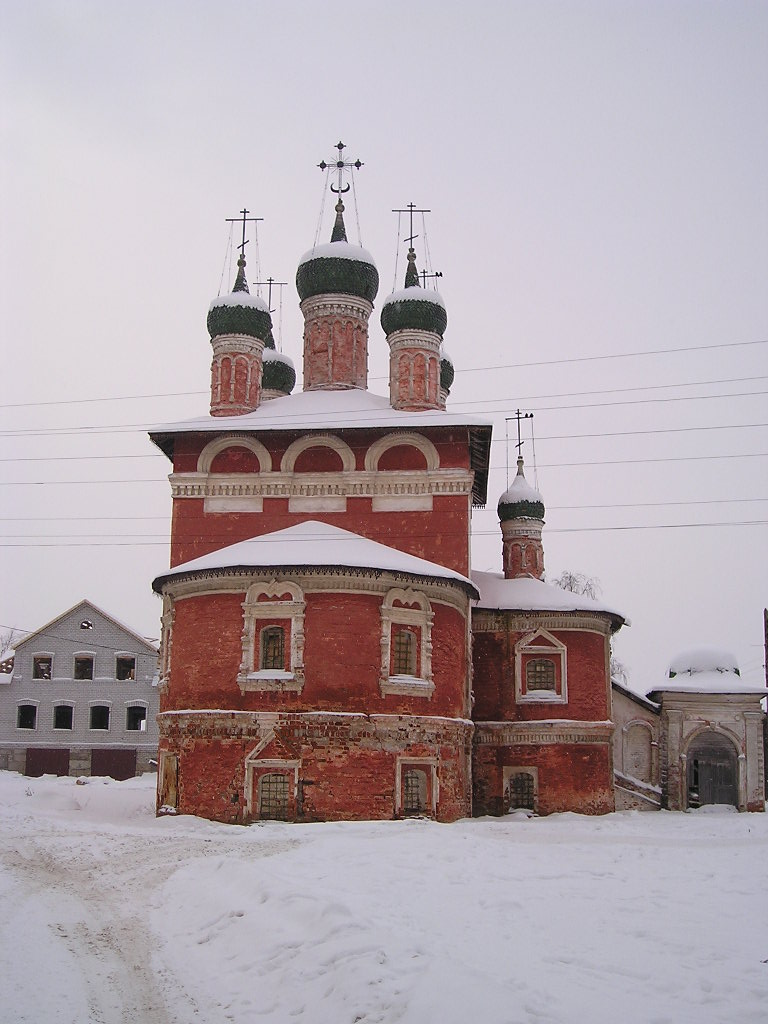
Старый Богоявленский собор (ныне Смоленская церковь)
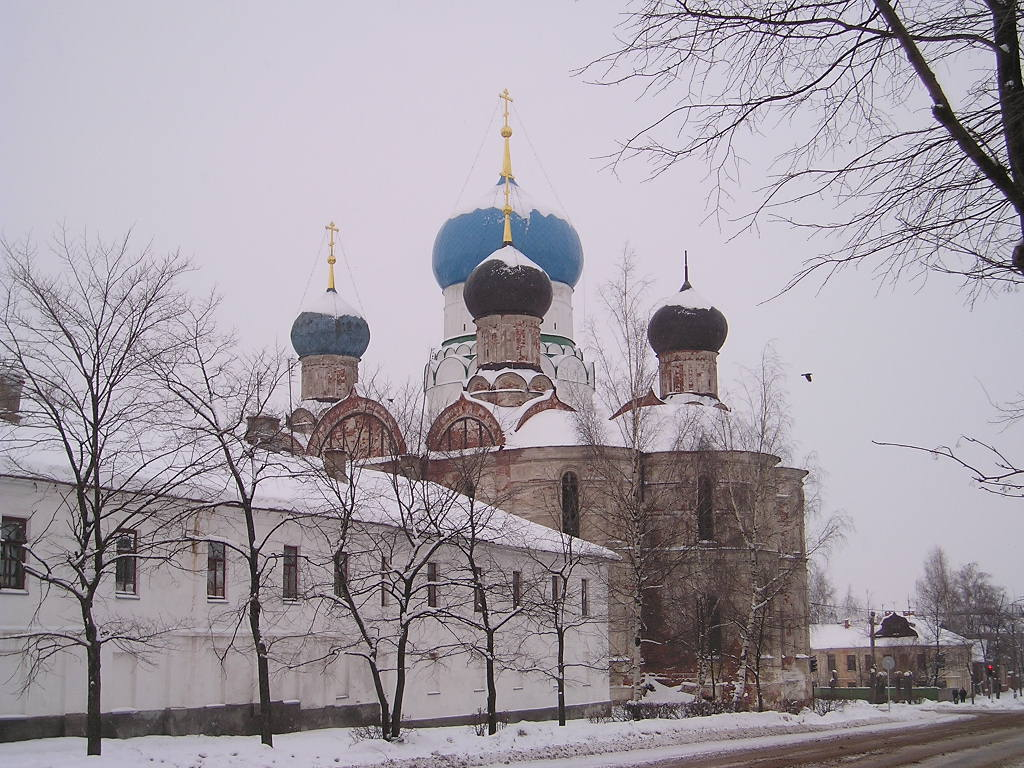
Новый Богоявленский собор
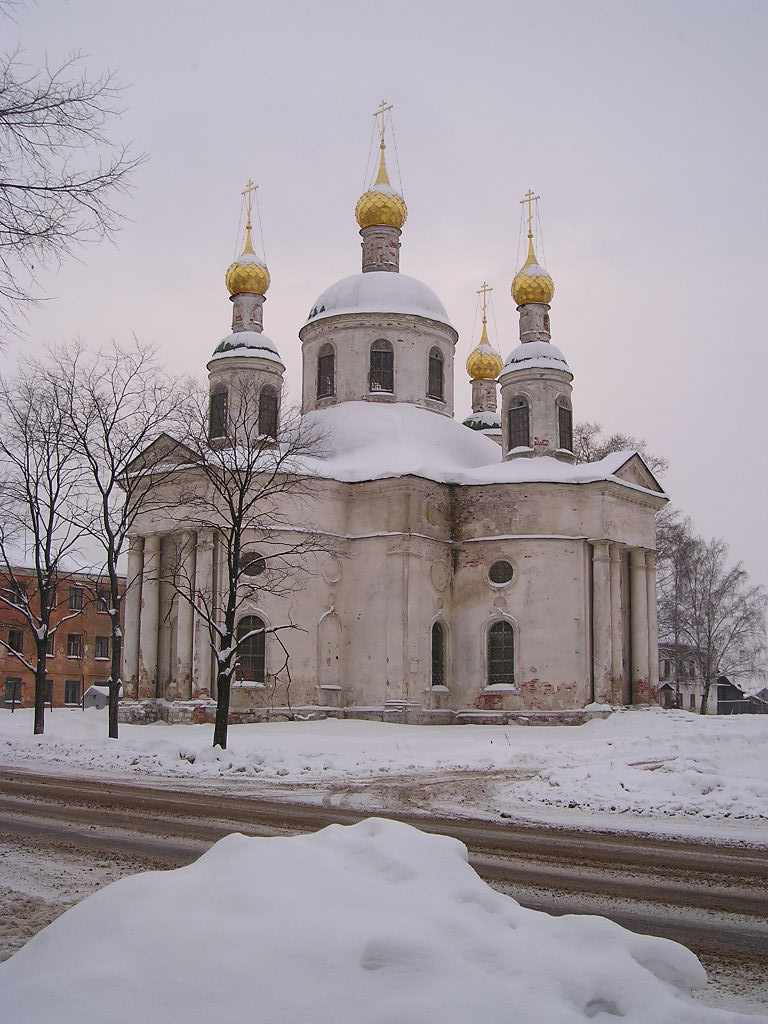
Церковь Феодоровской иконы Богоматери

## Библиотека
В библиотеке монастыря хранились копии царских грамот от Марфы Романовой, Алексея Михайловича, Иоанна и Петра Алексеевичей, Михаила Федоровича, Феодора Алексеевича и грамот от духовных лиц церкви — митрополита Ионы, епископа Афанасия. Также в библиотеке хранились апостол, Евангелия, триодь постная, требник и книги духовно-нравственного содержания — «Меч духовный».

## Прочие строения и землевладения
На территории монастыря имелись корпуса, которые были построены в период с 1815 по 1868 года:
- для игуменьи с монастырской трапезой
- школы с просфорней
- келейные, для монахинь, на 31 человека.
- для хозяйственных нужд (погреб, амбар, экипажный)

Кроме этого у монастыря имелась каменная ограда, с тремя входами с восточной, западной и северной сторон. Высота стен составляла 5,5 аршин с общей длиной 378 сажень.
В XIX веке монастырь также владел мельницей на реке Ульмень, двумя пустошами, собственным огородом, рыбной ловлей на реке Воржехоть.

## Настоятельницы
- игуменья Анастасия (Челищева), 1609.
- игуменья Варсонофия, 1613.
- игуменья Ольга, 1648.
- игуменья Пелагия, 1661.
- игуменья Парасковия (Челищева), 1667.
- игуменья Домникия, 1678.
- игуменья Елена, 1692.
- игуменья Екатерина (Волынцева), 1697.
- игуменья Елена (Козлянинова), 1700.
- игуменья Ираида, 1717.
- игуменья Ирина, 1726.
- игуменья Марина, 1734.
- игуменья Максимилиана, 1739.
- игуменья Афанасия, 1743.
- игуменья Августа, 1753.
- игуменья Августа, 1765—1769.
- игуменья Мастридия, 1769—1780.
- игуменья Павла, 1782.
- игуменья Глафира, 1796—1804.
- игуменья Маргарита (Смагина), 1804.
- игуменья Августа (Чепчугова), 1807—1818.
- игуменья Еликонида (Муратова), 1836—1864.
- игуменья Исмарагда (Воскресенская), 1865—1873.
- игуменья Антонина (Золотникова) (2010—н. в.)